# マルタイの女
『マルタイの女』（マルタイのおんな）は、1997年の日本映画。伊丹十三監督の遺作となった。
「マルタイ」とは警察用語で捜査対象者や警護対象者を指し、本作では警護対象者を指す。

## あらすじ
女優の磯野ビワコ（宮本信子）は、偶然弁護士夫婦の殺人現場を目撃し、自身も殺されそうになるが、危うく難を逃れる。事件の裏には宗教団体「真理の羊」が絡んでいた。警察の事情聴取後、殺到したマスコミの前で「裁判で証言する」と宣言する。
ビワコの命を狙う「真理の羊」の信者たちから守るため、2人の刑事が護衛に就く。昔からのビワコの大ファンでミーハーな近松（村田雄浩）と、職務に堅実な立花（西村雅彦）の正反対なコンビである。2人はビワコの自由奔放な行動に振り回される一方、ビワコもまた自宅、仕事場、芝居の稽古、果ては愛人関係にあるテレビ局編成局長の真行寺（津川雅彦）との不倫現場へも2人の刑事が同行し、落ち着かない生活を強いられる。
しばらくして、教団幹部によって隠匿されていた実行犯の大木（高橋和也）が逮捕される。ビワコに面通しが行われ、犯人は大木に間違いないと立証される。大木もその後自白し、背後関係が掴めそうになると、教団幹部は顧問弁護士の二本松（江守徹）を使い、ビワコに証言をやめるように脅しをかける。愛犬を殺された上、真行寺との不倫をマスコミに暴露されたビワコは、精神的に失調をきたし、証言を躊躇うようになる。
不倫が表沙汰になり、舞台を途中降板せざるを得なくなったビワコは、ショックから舞台衣装のまま姿を消す。ビワコが向かったのは事件現場で、居合わせた教団の襲撃を受けるが、駆けつけた立花に救出される。やがて証言の日を迎え、ビワコを乗せて裁判所へ向かう護送車にも教団の刺客が執拗に妨害を加えるが、激しいカーチェイスと戦闘の末、辛くも撃退に成功する。命懸けで任務を全うした立花らの姿に感動したビワコは、強い決意とともに裁判所に入って行った。

## キャスト
ビワコ側
- 磯野ビワコ - 宮本信子
- 小清水（マネージャー） - 近藤芳正
- 三輪さん（お手伝いさん） - あき竹城
- 劇場プロデューサー - 三谷昇
- 劇団プロデューサー - 加藤善博
- 夫役の俳優 - 小日向文世
- 医師役の俳優 - 河東燈士
- 看護婦役の俳優 - 小島聖
- 取材記者 - 津村鷹志、堀勉
- ミッチャン - 楠木涼香
- 映画監督 - 小林克也

当局側
- 立花刑事 - 西村雅彦
- 近松刑事 - 村田雄浩
- 波多野管理官 - 名古屋章
- 検事 - 益岡徹
- 警視総監 - 宝田明
- 稲村刑事 - 六平直政
- 留置場の係官 - 矢野宣
- 係長 - 松井範雄
- 刑事たち - 大久保運、佐藤信一、菅原大吉、野口雅弘、長谷川恒之
- モンタージュの係官 - 赤堀二英
- 裁判所の係官 - 本間進、中島けんじ
- 検察事務官 - 市川勉、桜井勝、米倉真樹

教団側
- 二本松弁護士 - 江守徹
- 大木珠男 - 高橋和也
- ナカムラ - 山本太郎
- エイジ - 木下ほうか
- 教団幹部 - 隆大介
- キタムラ班長 - 高橋長英
- ナカムラの妻 - 朝岡実嶺
- 大木の共犯者 - 佐藤亮太
- 大木の母 - 小野敦子
- 襲撃する信者 - 岩田清、江戸松徹、ジーコ内山、島村日出人、棚橋ナッツ、婆裟羅天明、火乃健太、ヨコスカ潮也

地方警察関係
- トロと呼ばれる刑事 - 伊集院光
- 先輩刑事 - 不破万作
- 出前持ち - ラッキィ池田
- ミドリちゃん - 早乙女朋子
- 刑事たち - 内木場金光、川崎博司、鈴木俊哉、戸田知新、宮坂ひろし

映画の中の映画
- 刑事 - 渡辺哲
- 犯人 - 有薗芳記

報道陣
- 伊藤俊人
- 諏訪太朗

市民たち
- 真行寺編成局長 - 津川雅彦
- 大山弁護士 - 仲谷昇
- 救急隊員 - 阿南健治、遠山俊也
- 大山弁護士夫人 - 稲川実代子

## スタッフ
- 監督・脚本：伊丹十三
- 製作：玉置泰
- 企画協力：三谷幸喜、細越省吾
- 製作デスク：吉川次郎
- 撮影：前田米造、藤澤順一、高瀬比呂志、猪本雅三、田中潤、上野彰吾
- 編集：鈴木晄
- 音楽：本多俊之

## 作品解説
伊丹映画としては初めての刑事モノで、殺人事件を描く作品になっている。『ミンボーの女』公開後の、伊丹へ対する山口組系後藤組構成員による襲撃事件で、自身が「マルタイ」になった経験がヒントになった。
三谷幸喜が初期段階から参加し、脚本も書いたが、最終的に伊丹自身が書いた脚本で製作された。そのため、三谷の名が企画協力としてクレジットされている。またキャスティングでも三谷作品に数多く携わっている役者達が出演している。

## マルタイと刑事
劇中では、刑事部門に属する捜査員が事件関係者の保護という名目で警護を担当しているが、現在では本作のモデルにもなった伊丹へ対する山口組系後藤組構成員による襲撃事件のような場合には刑事部門の身辺警戒員が行うのが常である。身辺警戒員は暴力団にかかわる事件関係者を保護する。この場合、マルタイは通常の要人警護とは異なり、暴力団絡みの刑事事件関係者に限られる。ビワコのケースでは、殺人事件の現場に居合わせ、その犯行をありありと目撃してしまったこと、しかもそのことで命を狙われていること、しかも正義の証人として、犯人を告発しなければならないこと、また相手が組織犯罪者であり、何をしでかすか分からない凶悪な集団であったため、対人警護に長けた刑事2人がボディーガードを担当することとなった。

## 考察
公開2年前に社会問題となったオウム真理教によるオウム真理教事件を題材にした作品であるとされる。劇中にも、「オウムの麻原は空飛べるらしいけど、アンタのグルはどうなの？」など、それらしき描写や台詞が含まれている。また、新宗教団体のいかがわしい実態については、『マルサの女2』でも描いている。

## 幻の主題歌
『マルタイの女』制作中、伊丹みずから主題歌として主人公ビワコをイメージして詩を書いていた。結果、この歌は使われなかったが、伊丹が亡くなり10年経った2007年、妻の宮本信子によって公開された。